# Lucia Wald
Lucia Wald (ur. 1923, zm. 2018) – rumuńska językoznawczyni. Pochodziła z rodziny żydowskiej.

## Publikacje (wybór)
- Scurtă istorie a lingvisticii (Ed. Științifică, București, 1961; dalsze wydania: 1965, 1977)  – współautorstwo
- Progresul în limbă: Scurtă istorie a limbajului (Ed. Științifică, Bukareszt, 1969)
- Lingviști și filologi evrei din România (Ed. Hasefer, Bukareszt, 1996)
- Pagini de teorie și istorie a lingvisticii (Ed. ALL Educațional, Bukareszt, 1998)
- Alexandru Graur: centenarul nașterii: omagiul foștilor elevi și colaboratori (Ed. Academiei Române, 2000) – współautorstwo